# Alma Lindström
Alma Sophia Lindström, tidigare Malmström, född 21 juli 1868 i Uppsala församling, Uppsala län, död 25 december 1928 i Engelbrekts församling, Stockholms stad, var en svensk sångerska.

## Biografi
Alma Lindström föddes 1868 i Uppsala. Hon var från 1887 till 1890 elev vid konservatoriet i Stockholm och senare hos Saint-Yves Bax i Paris. Lindström var verksam som konsertsångerska.  Hon avled 1928 i Stockholm.